# Antennarius commerson

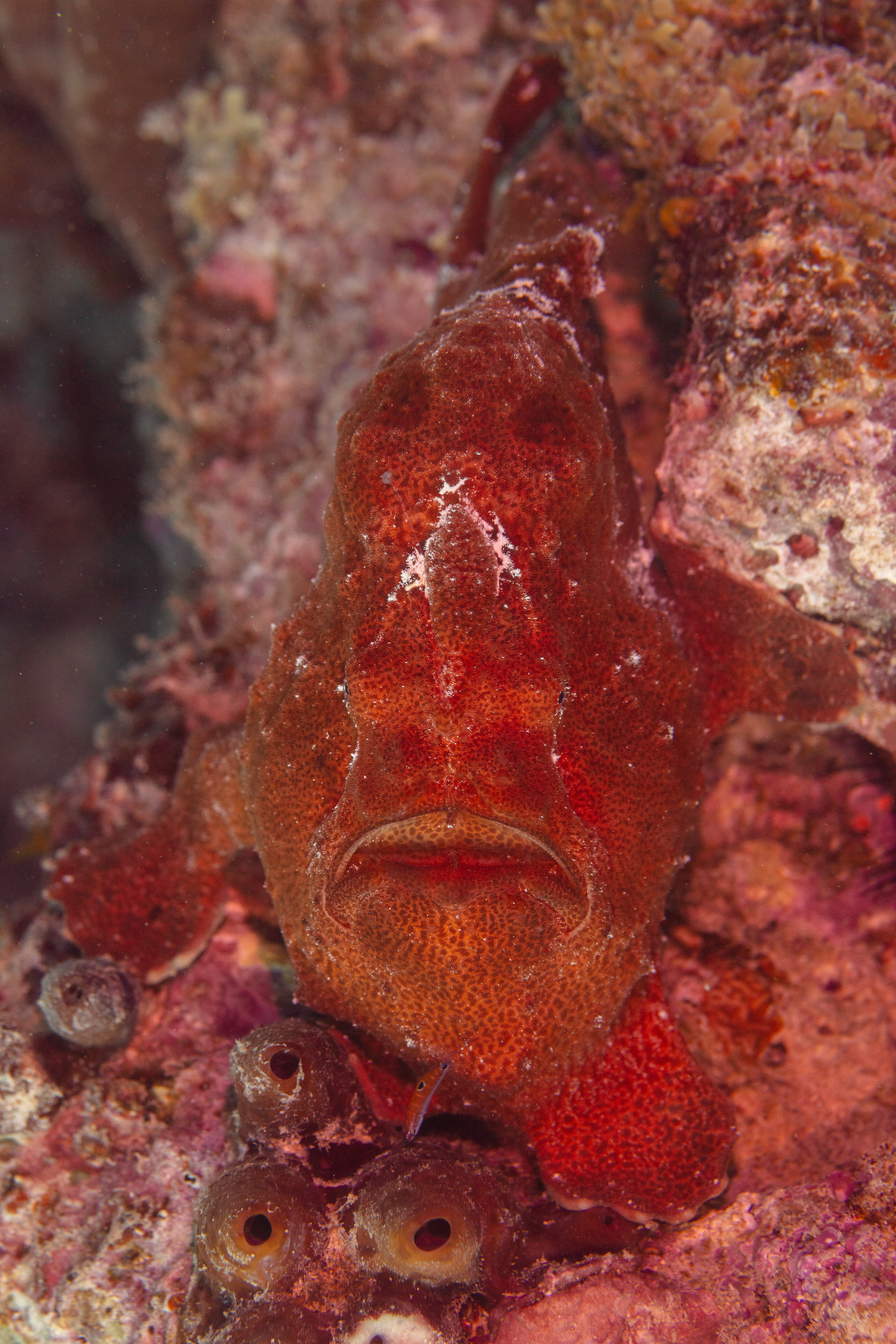
Vista frontal.

El ranisapo de Commerson (Antennarius commerson), es un pez marino de la familia de los antenáridos distribuido por los océanos Índico y Pacífico.

## Anatomía
La forma general del cuerpo es la de la familia Antennariidae, con una gran variedad de colores: amarillo, naranja, verde, castaño y negro. Es una de las especies de ranisapos de mayor tamaño, alcanzando una longitud máxima descrita de 38 cm. Presentan tres espinas duras en la aleta dorsal.

## Hábitat y biología
Es un pez bentónico marino de aguas superficiales entre 0 y 20 metros de profundidad, que vive siempre asociado a arrecifes de aguas tropicales, entre los 32° de latitud norte y los 32° de latitud sur; es fácil encontrarlo en charcas de marea.
Se alimenta exclusivamente de peces, a los que acecha quieto y camuflado con su aspecto de roca o coral, al tiempo que los atrae con el apéndice que tiene sobre su boca.

## Pesca
No es peligroso para los humanos pues no posee ningún tipo de veneno, pero no suele ser pescado y no se le encuentra en los mercados.